# 適切な医療を実現する医師国会議員連盟
適切な医療を実現する医師国会議員連盟（てきせつないりょうをじつげんするこっかいぎいんれんめい）は、日本の超党派の議員連盟。医師資格をもつ国会議員のみで構成される議員連盟である点が特徴で、他の議員連盟と性格を異にする。なお、歯科医師は加入していない。
医療現場の実情に関する知見の豊富な医師資格をもつ国会議員によって、医療政策の向上を目指して2011年3月10日に設立された議員連盟で、専門家の視点から政策提言を通じて日本の医療・皆保険制度を守ること、医療従事者の地位向上を活動の趣旨としている。
初代会長には、議員連盟の設立に深く関わった参議院議員の自見庄三郎が就任。設立の翌日（3月11日）に発生した東日本大震災では、全国の都道府県・政令指定都市の医師会など医療関係団体に対して被災者への医療提供に向けた要望集約のほか、小中学校の校庭利用に関する放射線量の文部科学省基準についても提言を出すなど積極的な活動をした。

## 所属議員
- 副会長：岡本充功（立憲民主党・内科）
- 幹事長：桜井充（自由民主党・心療内科）
- 幹事：古川俊治（自由民主党・外科）
- 幹事：秋野公造（公明党・内科）
- 幹事：阿部知子（立憲民主党・小児科）
- 幹事：梅村聡（日本維新の会・内科）
- 幹事：仁木博文（自由民主党・産婦人科）

## 引退・落選議員
- 坂口力（顧問）（内科、2012年に引退）
- 石森久嗣（幹事）（脳外科、2012年に落選）
- 自見庄三郎（会長）（内科、2013年に引退）
- 渡辺孝男（副会長）（脳神経外科、2013年に引退）
- 森田高（幹事）（泌尿器科、2013年に引退）
- 鴨下一郎（副会長）（心療内科、2021年に引退）
- 吉田統彦（幹事）（眼科、2024年に落選）